# 출판 편향
출판된 학술 연구에서 출판 편향(publication bias)은 실험이나 연구 결과가 출판이나 배포 결정에 편향을 줄 때 발생한다. 중요한 결과를 보여주는 결과만 게시하면 긍정적인 결과를 선호하는 결과의 균형이 깨진다. 출판 편향에 대한 연구는 메타과학에서 중요한 주제이다.
유사한 실행 및 디자인 품질에도 불구하고 통계적으로 유의미한 결과를 가진 논문은 결과가 없는(null result) 논문보다 출판될 가능성이 3배 더 높다. 이는 연구자들이 데이터 준설(data dredging)과 같이 통계적으로 중요한 결과를 보장하기 위해 자신의 관행을 조작하도록 부당하게 동기를 부여한다.

## 같이 보기
- 학술 출판